# 483 (số)
483 (bốn trăm tám mươi ba) là một số tự nhiên ngay sau 482 và ngay trước 484.